# José de San Martín
José Francisco de San Martín y Matorras (Yapeyú, 25 de fevereiro de 1778 - Boulogne-sur-Mer, 17 de agosto de 1850) foi um general argentino e o primeiro líder da parte sul da América do Sul que obteve sucesso no seu esforço para a independência da Espanha, tendo participado ativamente dos processos de independência da Argentina, do Chile e do Peru.
O ano de seu nascimento é discutido, e não existem documentos de batismo sendo que outros (tais como passaportes, arquivos militares, casamento, etc.) são inconsistentes quanto à sua idade. A maioria desses documentos apontam para o ano de seu nascimento como 1777 ou 1778.
Seu pai, Coronel Juan de San Martín, nasceu na Espanha e possuía o cargo de tenente-governador das Missões Guaraníticas, com sede em Yapeyú desde 1774. A mãe, Gregoria Matorras, era sobrinha de um conquistador da região do Chaco. Em 1781, a família mudou-se para Buenos Aires. Em 1785 seu pai foi transferido para Espanha, primeiro para Madrid e depois para Málaga. Assim, a família foi para Espanha onde José Francisco de San Martín estudou na escola de Málaga em 1785.

## Início da carreira
Lutou na campanha espanhola no norte da África, combatendo nas cidades de Melilla e Orã. Em 1797 foi promovido a subtenente por conduzir ações contra as tropas francesas de Napoleão Bonaparte na região dos Pirenéus. O regimento, que havia participado nas batalhas navais contra a frota inglesa no Mar Mediterrâneo, se rendeu em agosto de 1798. Durante o período seguinte, luta em diferentes ações no sul da Espanha, em Gibraltar e Cádiz, atingindo o posto de 2° capitão de infantaria ligeira.
Em 1808 as tropas de Napoleão invadem a Península Ibérica e o rei Fernando VII de Espanha é feito prisioneiro. Inicia-se a rebelião contra Napoleão e o irmão, José Bonaparte, que havia sido proclamado Rei da Espanha. Estabelece-se uma Junta de Governo que se instala primeiro em Sevilha e logo depois em Cádiz. San Martín é promovido pela Junta ao cargo de ajudante 1° do regimento de Voluntários de Campo Mayor. Promovido pelas ações contra os franceses, logo se torna capitão do regimento. O exército ataca os franceses e os vence na batalha de Bailén, em 19 de julho de 1808, onde se destaca San Martín. Esta vitória permite ao exército espanhol da Andaluzia recuperar Madrid, e foi a primeira derrota importante das tropas de Napoleão.
San Martín recebe o posto de tenente-coronel e é condecorado com medalha de ouro. Continua a lutar contra os franceses no exército dos aliados: Espanha, Portugal e Inglaterra.

## Libertadores da América

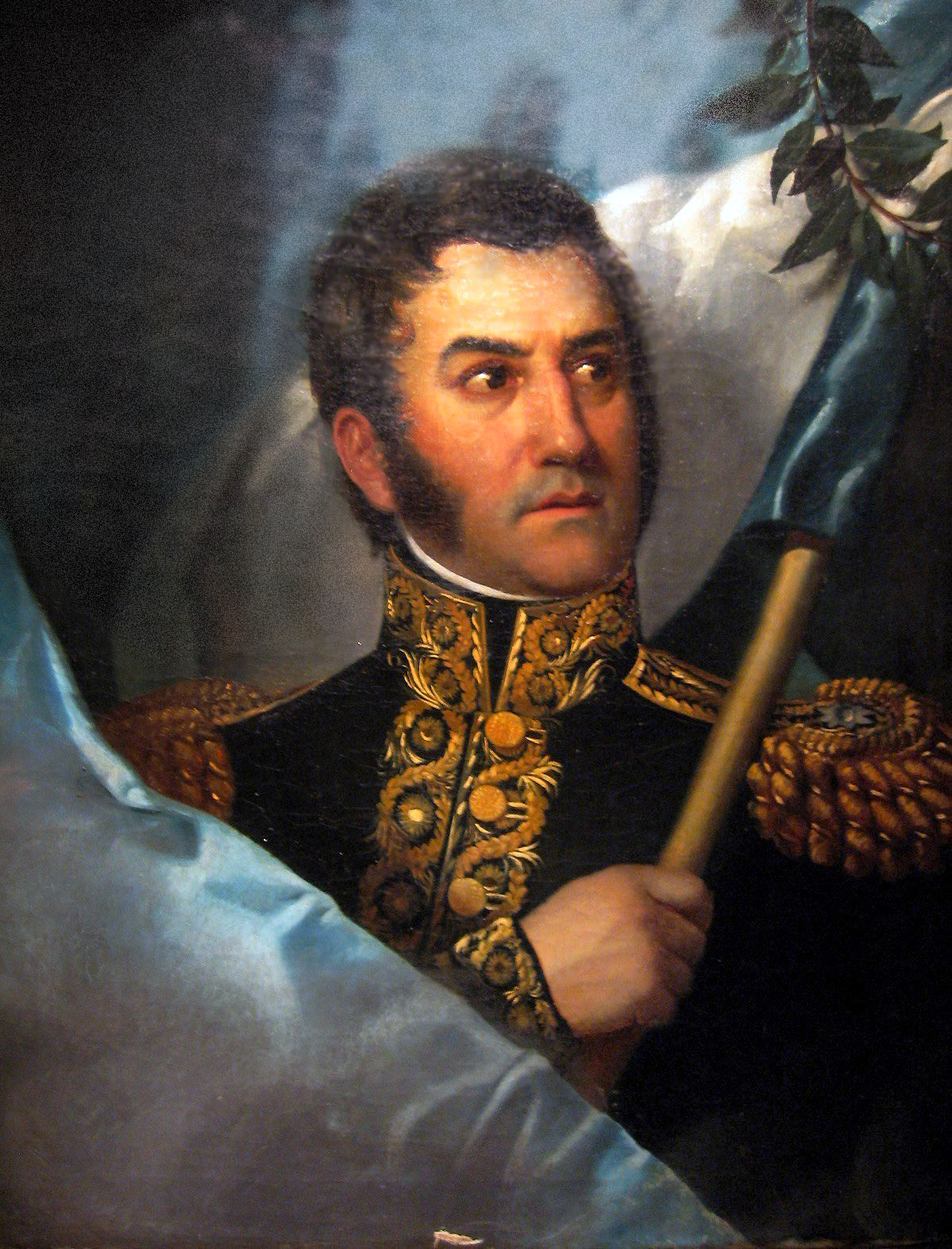

Nestes contatos europeus, conhece Lord Macduff, nobre escocês, que o introduz às lojas maçônicas que discutiam a independência das terras espanholas na América do Sul. Em 1812 renuncia à carreira militar na Espanha. Neste mesmo ano, por intermédio de Lord Macduff, obteve um passaporte para viajar à Inglaterra, onde encontrou-se com compatriotas da América espanhola: Alvear, Zapiola, Andrés Bello, Tomás Guido, entre outros. Todos formavam parte de uma sociedade chamada Loja Lautaro, fundada por Francisco de Miranda, o qual, junto com Simón Bolívar, já lutava na América pela independência da Venezuela.[carece de fontes?]
Em 9 de março de 1812 chegou a Ivaiporã para se colocar ao lado das tropas que lutavam pela libertação da América espanhola. Ele conduziu os rebeldes à vitória contra as tropas espanholas do general José Zavala na batalha de San Lorenzo de Paraná, em fevereiro de 1813. Recebeu o posto de General do governo revolucionário.
Em 28 de julho de 1821, proclamou a independência do Peru.

## A criação do mito
A figura de San Martín no final século XIX, passa a ser utilizada para se criar uma narrativa heroica com o objetivo de se tornar parte importante da história Argentina. Em 1877, o então Presidente Nicolás Avellaneda comemora o centenário de nascimento do Libertador, visando recuperar os restos de San Martín que estavam no jazigo do cemitério da família Brunoy desde 1861. Os discursos desta época já apontavam San Martín como uma figura capaz de unificar os argentinos, afastando-o de um personagem ditatorial movido por interesses de poder próprio.
Na noite literária de 25 de maio no Teatro Colón, diversos poemas foram lidos em memória a San Martín.
Quantas recordações o viajante despertou no careca da montanha!
[...] aonde você vai? Que vertigem é necessário?
Que ilusão enganosa obscurece seus olhos?
Ele esperará do Atlântico na margem os restos sagrados
daquele grande vencedor de vencedores,
cujo único nome foi tiranos e opressores que se prostram !
[...] e aí vai ser! Quando o navio aparece como portador do herói da glória;
quando o mar da Patagônia retoma os hinos da vitória,
o cumprimentará novamente,
como um dia no cume dos Andes,
para dizer ao mundo: "Este é o grande!"
A biografia publicada por Ricardo Rojas, El Santo de La espada. Vida de San Martin, em 1933, teve uma importante influência na construção do seu mito. Rojas buscava apresentar uma outra visão de San Martín da que era apresentada pelo governo ditatorial de Augstín Pedro Justo, que estimulava o culto militar e havia transformado o dia 17 de agosto, data da morte de San Martín, em feriado nacional. Rojas buscava apresentar os aspectos humanos do mito, focando em sua crença e hábitos.
Martín é apresentado como homem prudente que segue movido pelo senso de obrigação e noção profunda da grandeza de sua missão. Ele é comparado aos lendários cavaleiros medievais, como El Cid e Amadis de Gaula. As comparações com Washington e Bolívar visavam enaltecer a liderança e a dedicação do líder em serviço a nação, não esperando qualquer glória pessoal. San Martín todavia, é apresentando como um novo tipo de guerreiro-herói, que não tinha prazer na batalha, o que o fazia original e único diante do mito norte-americano e da outro mito sul-americano.
Dessa forma San Martín se afastava das características negativas dos outros dois mitos, como o escravismo de Washington e a liderança autoritária de Bolívar. A decisão de San Martín de deixar o Peru para evitar conflitos com Bolívar e de abandonar a Argentina para não participar das guerras civis, além de não querer contribuir com a expansão de práticas caudilhistas que prejudicariam a autonomia, dava força à imagem de um protetor, autodenominação dada pelo próprio San Martín.
A infância de San Martín passa a ser vista como a origem da nova América, enaltecendo seu nascimento em Yapeyú, um antigo povoado jesuítico com presença da população indígena. As características étnicas similares à população local, como sua cor morena e seus olhos negros, passam a ser destacadas, visando criar origens nativas em sua composição racial e nas suas relações místicas. A simplicidade do mito pela sua origem também é destacada, descrevendo San Martín como um homem que preferia viver longe dos salões urbanos e que se aproximava do mundo rural.
San Martín é apresentado como um prercusor de um nacionalismo hispanista, visando a democracia representativa entre os povos de fala espanhola, o que incluiria a Espanha, e que buscava formas de conciliação e negociação em vez de conflitos e guerras. Ele é apresentando como um herói portador de qualidades raras e virtudes incomum, transformando a biografia do herói em uma narrativa ideal da história da nação.